# Saint-Grégoire, Tarn
 Saint-Grégoire là một xã thuộc tỉnh Tarn trong vùng Occitanie phía nam nước Pháp. Xã này nằm ở khu vực có độ cao trung bình 330 mét trên mực nước biển.